# Ernst Giselbrecht
Ernst Otto Giselbrecht (* 7. November 1951 in Dornbirn) ist ein österreichischer Architekt.

## Leben
Giselbrecht wurde 1951 in Dornbirn, Vorarlberg, als zweites von fünf Kindern geboren. Er wuchs in Lochau auf und besuchte 1964 – 1971 die HTL für Maschinenbau in Bregenz. Praxiserfahrungen machte er in der Zeit unter anderem in der Entwicklungsabteilung bei Dornier-Werke in Lindau, Deutschland.
Von 1972 bis 1979 studierte er an der Technischen Universität Graz Architektur. Auch nach Abschluss seines Studiums blieb Graz seine Heimat. Giselbrecht gründete 1985 sein eigenes Büro, 2004 erfolgte die Gründung von Giselbrecht + Partner architektur zt gmbh.

## Bauten (Auswahl)
- Maschinentechnische Institute, Inffeldgasse 25, TU Graz, 2019
- Pathologie, LKH Leoben, 2019
- Strahlentherapie, LKH Leoben, 2017
- Relaunch Russmedia, Schwarzach, 2015
- Universitätsklinik für Zahnmedizin und Mundgesundheit LKH Graz, 2015
- Kinderintensivstation KINEO, LKH Leoben, 2014
- Funktionstrakt/Eingangszentrum, LKH Leoben, 2014
- Umbau Spar Plüddemanngasse, Graz, 2013
- LKH Bad Aussee, 2013
- Bebauung Augarten-Nord, Graz, 2012
- Konzernzentrale ÖWG/ÖWGes, Moserhofgasse, Graz, 2010
- Interspar Fürstenfeld, 2010
- Headquarters Energie Steiermark, Graz, 2010
- Asfinag-Rastplätze, Standort Herzogberg, 2007
- Showroom Kiefer technic, Bad Gleichenberg, 2007
- Biokatalyse TU Graz, 2004
- Asfinag-Rastplätze, Prototypen Leobersdorf/Triestingtal, 2003
- Tribüne Reitplatz Piber, Bundesgestüt Piber, 2003 (mit DI Arch.Johannes Kaufmann)
- Roche Diagnostics - New Site Graz, 2003
- Hypobank Vorarlberg, Filiale Joanneumring, Graz, 2002
- Bildungshaus Schloss Seggau, 1. Baustufe, Seggauberg bei Leibnitz, 2001
- Forum Stadtpark, Graz, 2000 (mit DI Arch. Peter Zinganel)
- HNO-Klinik LKH Graz, 2000
- Vorarlberger Medienhaus, Schwarzach, 1996
- Landesausstellung „Holzzeit“, Murau, 1995
- Rantenbachbrücke, Murau, 1995
- Flugdach, Murau, 1995
- Bahnstation Kaindorf, Kaindorf an der Sulm, 1994
- HTBLA Kaindorf, Kaindorf an der Sulm, 1994
- Volksschule, Straß, 1994
- Wohnanlage ESG Straßgang, Graz, 1994
- Haus der Kärntner Ärzte, Klagenfurt, 1993
- Abbundhalle, Murau, 1992

## Auszeichnungen
- 1978: Preisträger beim Internationalen UIA-Wettbewerb in Mexico City
- 1978: Karl-Scheffel-Gedächtnispreis
- 1989: Anerkennung Piranesi Award, Piran
- 1992: „Staatspreis für Gewerbliche und Industrielle Bauten in Silber“ für das Bürohaus RSB
- 1994: „Domico-Architekturbaupreis Metall in der Architektur“ für die HTBLA Kaindorf
- 1994: Auszeichnung „Geramb-Rose“ für die HTBLA Kaindorf
- 1995: „Staatspreis für Industriebau, Sonderpreis für Ausbildungsstätten“ für die HTBLA Kaindorf und für die Abbundhalle Murau
- 1995: Anerkennung „Kärntner Landesbaupreis“ für das Haus der Kärntner Ärzte
- 1996: Auszeichnung „Geramb-Rose“ für die Tischlerei Ideal Leitner
- 2001: Auszeichnung „Geramb-Rose“ für das Haus Papst
- 2003: „European Union Prize for Cultural Heritage / Europa Nostra Award“ für die HNO-Klinik, LKH Graz
- 2004: „Österr. Aluminium-Architekturpreis“ für die Biokatalyse TU Graz
- 2005: Anerkennung „Premio Biennale Internazionale di Architettura Barbara Cappochin“ für die Biokatalyse TU Graz
- 2008: Besondere Anerkennung „Austrian Architecture Award“ für den Showroom Kiefer technic
- 2008: International Architecture Award 2008 des Chicago Athenaeum für den Showroom Kiefer technic
- 2009: Nominierung „DETAIL-Preis 2009 Ästhetik und Konstruktion“ für den Showroom Kiefer Technic
- 2010: Auszeichnung „Geramb-Rose“ für den Asfinag-Rastplatz Gaishorn
- 2012: Einladung zur 13. Architektur-Biennale in Venedig „Traces of Centuries & Future Steps“
- 2014: Einladung zur 14. Architektur-Biennale in Venedig „Time Space Existence“
- 2021: Internationaler Preis DOMIGIUS 1. Preis Metall in der Architektur für Laborgebäude TU Graz

## Publikationen
- Architekturinterventionen - Ernst Giselbrecht, Eigenverlag, 1993
- HDA Baudokumentationen 7, Ernst Giselbrecht, Abbundhalle Murau, Verlag HDA Graz, 1994, ISBN 3-901174-11-7
- HDA Baudokumentationen 8, Ernst Giselbrecht, Haus der Kärntner Ärzte, Verlag HDA Graz, 1994, ISBN 3-901174-14-1
- HDA Baudokumentationen 9, Ernst Giselbrecht, Höhere Technische Bundeslehranstalt, Verlag HDA Graz, 1995, ISBN 3-901174-18-4
- Ernst Giselbrecht 1985–1995, Eigenverlag, 1996
- Ernst Giselbrecht / Gottfried Bechtold Schule Kaindorf, Kunsthaus Bregenz, Verlag Hatje Stuttgart, 1996, ISBN 3-7757-0618-6
- Ernst Giselbrecht Architekturen-Architectures, Birkhäuser Verlag Basel/Berlin/Boston, 1997, ISBN 3-7643-5750-9; ISBN 0-8176-5750-9
- Ernst Giselbrecht - Architecture as Intelligent Hardware, L'ARCA EDIZIONI Verlag New York/Milano, 1999
- HDA Baudokumentationen 17, Ernst Giselbrecht, Architektur und Gesundheitswesen: Die HNO-KLINIK Graz, Verlag HDA Graz, 2000, ISBN 3-901174-39-7
- HDA Baudokumentationen 21, Ernst Giselbrecht, Roche Diagnostics New Site Graz, Verlag HDA Graz, 2003, ISBN 3-901174-53-2
- Ernst Giselbrecht - Architecture as Cultural Commitment, L'ARCA EDIZIONI Verlag Milano, 2007, ISBN 978-88-7838-150-6
- Ernst Giselbrecht + Partner - Connected Architecture, Scan Client Publishing / HDA Graz, 2017, ISBN 978-3-901174-83-4

## Lehrtätigkeiten
- 1990: Design Programm Technische Universität Stuttgart, Deutschland
- 1994: Internationaler Sommerworkshop, Klagenfurt, Österreich
- 1995. Internationaler Sommerworkshop „VACANZ“, Bezau, Österreich
- 1995–2000: Diplomprüfungskommision TU Graz, Österreich
- 1996: Gastlektor an den Universitäten Ann Arbor Michigan, USA und Waterloo, Kanada
- 1996: Gastvorlesung u. Entwurfsseminar internat. Sommerschule Florenz, Sesto Fiorentino, Italien
- 2000: Gastvorlesung u. Seminar Universität Federico II Neapel, Italien
- 2012: Lehrauftrag Entwerfen 4, TU Graz, Österreich